# Contrato forward
Un Contrato a plazo o forward, como instrumento financiero derivado, es un contrato a largo plazo entre dos partes para comprar o vender un activo a precio fijado y en una fecha determinada. La diferencia con los contratos de futuros es que los forward se contratan en operaciones en Mercados Extrabursátiles (over the counter) es decir fuera de Mercados Organizados.
Los forwards más comunes negociados en las tesorerías son sobre monedas, metales e instrumentos de renta fija.
Existen dos formas de resolver los contratos de forward de moneda extranjera:
- Por compensación (non delivery forward): al vencimiento del contrato se compara el tipo de cambio spot contra el tipo de cambio forward, y el diferencial en contra es pagado por la parte correspondiente.

- Por entrega física (delivery forward): al vencimiento el comprador y el vendedor intercambian las monedas según el tipo de cambio pactado.

- Datos: Q744762